# CD38
O CD38 (também conhecido como T10) é uma ectoenzima multifuncional cujo gene codificador localiza-se no braço curto do cromossomo 4 (na espécie Homo sapiens). É amplamente expressa nas células e tecidos humanos, especialmente nos leucócitos.
Possui participação na adesão celular, transdução de sinais e nas vias de sinalização que envolvem o cálcio.

## Leitura de apoio
- States DJ, Walseth TF, Lee HC (1993). «Similarities in amino acid sequences of Aplysia ADP-ribosyl cyclase and human lymphocyte antigen CD38.». Trends Biochem. Sci. 17 (12). 495 páginas. PMID 1471258. doi:10.1016/0968-0004(92)90337-9
- Malavasi F, Funaro A, Roggero S;  et al. (1994). «Human CD38: a glycoprotein in search of a function.». Immunol. Today. 15 (3): 95–7. PMID 8172650. doi:10.1016/0167-5699(94)90148-1
- Guse AH (1999). «Cyclic ADP-ribose: a novel Ca2+-mobilising second messenger.». Cell. Signal. 11 (5): 309–16. PMID 10376802. doi:10.1016/S0898-6568(99)00004-2
- Funaro A, Malavasi F (1999). «Human CD38, a surface receptor, an enzyme, an adhesion molecule and not a simple marker.». J. Biol. Regul. Homeost. Agents. 13 (1): 54–61. PMID 10432444
- Mallone R, Perin PC (2006). «Anti-CD38 autoantibodies in type? diabetes.». Diabetes Metab. Res. Rev. 22 (4): 284–94. PMC 2763400. PMID 16544364. doi:10.1002/dmrr.626
- Partidá-Sánchez S, Rivero-Nava L, Shi G, Lund FE (2007). «CD38: an ecto-enzyme at the crossroads of innate and adaptive immune responses.». Adv. Exp. Med. Biol. 590: 171–83. PMID 17191385. doi:10.1007/978-0-387-34814-8_12
- Jackson DG, Bell JI (1990). «Isolation of a cDNA encoding the human CD38 (T10) molecule, a cell surface glycoprotein with an unusual discontinuous pattern of expression during lymphocyte differentiation.». J. Immunol. 144 (7): 2811–5. PMID 2319135
- Dianzani U, Bragardo M, Buonfiglio D;  et al. (1995). «Modulation of CD4 lateral interaction with lymphocyte surface molecules induced by HIV-1 gp120.». Eur. J. Immunol. 25 (5): 1306–11. PMID 7539755. doi:10.1002/eji.1830250526
- Nakagawara K, Mori M, Takasawa S;  et al. (1995). «Assignment of CD38, the gene encoding human leukocyte antigen CD38 (ADP-ribosyl cyclase/cyclic ADP-ribose hydrolase), to chromosome 4p15.». Cytogenet. Cell Genet. 69 (1-2): 38–9. PMID 7835083. doi:10.1159/000133933
- Tohgo A, Takasawa S, Noguchi N;  et al. (1994). «Essential cysteine residues for cyclic ADP-ribose synthesis and hydrolysis by CD38.». J. Biol. Chem. 269 (46): 28555–7. PMID 7961800
- Takasawa S, Tohgo A, Noguchi N;  et al. (1994). «Synthesis and hydrolysis of cyclic ADP-ribose by human leukocyte antigen CD38 and inhibition of the hydrolysis by ATP.». J. Biol. Chem. 268 (35): 26052–4. PMID 8253715
- Nata K, Takamura T, Karasawa T;  et al. (1997). «Human gene encoding CD38 (ADP-ribosyl cyclase/cyclic ADP-ribose hydrolase): organization, nucleotide sequence and alternative splicing.». Gene. 186 (2): 285–92. PMID 9074508. doi:10.1016/S0378-1119(96)00723-8
- Feito MJ, Bragardo M, Buonfiglio D;  et al. (1997). «gp 120s derived from four syncytium-inducing HIV-1 strains induce different patterns of CD4 association with lymphocyte surface molecules.». Int. Immunol. 9 (8): 1141–7. PMID 9263011. doi:10.1093/intimm/9.8.1141
- Ferrero E, Malavasi F (1997). «Human CD38, a leukocyte receptor and ectoenzyme, is a member of a novel eukaryotic gene family of nicotinamide adenine dinucleotide+-converting enzymes: extensive structural homology with the genes for murine bone marrow stromal cell antigen 1 and aplysian ADP-ribosyl cyclase.». J. Immunol. 159 (8): 3858–65. PMID 9378973
- Deaglio S, Morra M, Mallone R;  et al. (1998). «Human CD38 (ADP-ribosyl cyclase) is a counter-receptor of CD31, an Ig superfamily member.». J. Immunol. 160 (1): 395–402. PMID 9551996
- Yagui K, Shimada F, Mimura M;  et al. (1998). «A missense mutation in the CD38 gene, a novel factor for insulin secretion: association with Type II diabetes mellitus in Japanese subjects and evidence of abnormal function when expressed in vitro.». Diabetologia. 41 (9): 1024–8. PMID 9754820. doi:10.1007/s001250051026